# 五间店
五间店是一个位于马来西亚新山县的城鎮 城鎮位於士姑來和振林山之間，是第二通道高速公路的重要中轉城鎮。